# Drugi rząd Jean-Marca Ayraulta
Drugi rząd Jean-Marca Ayraulta – 36. rząd V Republiki Francuskiej funkcjonujący od czerwca 2012 do marca 2014. Funkcję prezydenta w tym okresie pełnił François Hollande. Zastąpił pierwszy rząd tegoż premiera, a sam został zastąpiony przez rząd Manuela Vallsa. W skład gabinetu wchodzili przedstawiciele Partii Socjalistycznej, a także Europy Ekologii – Zielonych i Lewicowej Partii Radykalnej.
18 czerwca 2012, po zwycięskich dla lewicy wyborach parlamentarnych do Zgromadzenia Narodowego XIV kadencji, premier Jean-Marc Ayrault podał się do dymisji (zgodnie z klasyczną procedurą powyborczą). Tego samego dnia otrzymał od prezydenta ponowną nominację z misją utworzenia drugiego gabinetu. 21 czerwca 2012 powołano skład gabinetu.
31 marca 2014 w wyniku przegranych przez socjalistów wyborów lokalnych Jean-Marc Ayrault podał się do dymisji, która została przyjęta. Prezydent François Hollande tego samego dnia na stanowisko premiera desygnował dotychczasowego ministra spraw wewnętrznych Manuela Vallsa.

## Skład rządu
Ministrowie
- Premier: Jean-Marc Ayrault
- Minister spraw zagranicznych: Laurent Fabius
- Minister edukacji narodowej: Vincent Peillon
- Minister sprawiedliwości, strażnik pieczęci: Christiane Taubira
- Minister gospodarki i finansów: Pierre Moscovici
- Minister spraw społecznych i zdrowia: Marisol Touraine
- Minister równości terytoriów: Cécile Duflot
- Minister spraw wewnętrznych: Manuel Valls
- Minister handlu zagranicznego: Nicole Bricq
- Minister odnowy produkcji: Arnaud Montebourg
- Minister ekologii, zrównoważonego rozwoju i energii: Delphine Batho (do lipca 2013), Philippe Martin (od lipca 2013)
- Minister pracy, zatrudnienia, kształcenia zawodowego i dialogu społecznego: Michel Sapin
- Minister obrony: Jean-Yves Le Drian
- Minister kultury i komunikacji: Aurélie Filippetti
- Minister szkolnictwa wyższego i badań naukowych: Geneviève Fioraso
- Minister praw kobiet, rzecznik prasowy rządu: Najat Vallaud-Belkacem
- Minister rolnictwa: Stéphane Le Foll
- Minister reformy państwa, decentralizacji i służb publicznych: Marylise Lebranchu
- Minister ds. terytoriów zamorskich: Victorin Lurel
- Minister ds. rzemiosła, handlu i turystyki: Sylvia Pinel
- Minister sportu i młodzieży: Valérie Fourneyron

Ministrowie delegowani (podlegli innym ministrom)
- Ds. budżetu: Jérôme Cahuzac (do marca 2013, gdy podał się dymisji ze względu na skandal z uchylaniem się od podatków[5]), Bernard Cazeneuve (od marca 2013)
- Ds. rozwoju edukacji: George Pau-Langevin
- Ds. relacji z parlamentem: Alain Vidalies
- Ds. miast: François Lamy
- Ds. spraw europejskich: Bernard Cazeneuve (do marca 2013), Thierry Repentin (od marca 2013)
- Ds. osób starszych: Michèle Delaunay
- Ds. gospodarki społecznej i solidarności: Benoît Hamon
- Ds. rodziny: Dominique Bertinotti
- Ds. osób niepełnosprawnych i przeciwdziałaniu wykluczeniom: Marie-Arlette Carlotti
- Ds. rozwoju: Pascal Canfin
- Ds. kształcenia zawodowego: Thierry Repentin
- Ds. Frankofonii: Yamina Benguigui
- Ds. transportu i gospodarki morskiej: Frédéric Cuviller
- Ds. małych i średnich przedsiębiorstw, innowacji i cyfryzacji: Fleur Pellerin
- Ds. kombatantów: Kader Arif
- Ds. decentralizacji: Anne-Marie Escoffier
- Ds. rolnictwa i żywności: Guillaume Garot
- Ds. Francuzów poza granicami kraju: Hélène Conway-Mouret